# Mogera insularis
Mogera insularis är en däggdjursart som först beskrevs av Swinhoe 1863.  Mogera insularis ingår i släktet Mogera och familjen mullvadsdjur. IUCN kategoriserar arten globalt som livskraftig.
Detta mullvadsdjur förekommer i sydöstra Kina samt på Taiwan och Hainan. Under nyare tider har arten påträffats i norra Vietnam. I utbredningsområdet finns kulliga regioner och bergstrakter som är täckta av skog.

## Underarter
Arten delas in i följande underarter:
- M. i. hainana
- M. i. insularis
- M. i. latouchei